# مایکل هاردی بویز
مایکل هاردی بویز (به انگلیسی: Michael Hardie Boys)؛ زادهٔ ۶ اکتبر ۱۹۳۱ – درگذشتهٔ ۲۹ دسامبر ۲۰۲۳) یک سیاستمدار اهل نیوزلند بود. وی از ۲۱ مارس ۱۹۹۶ تا ۲۱ مارس ۲۰۰۱ فرماندار کل این کشور بود.
مایکل هاردی بویز در ۲۹ دسامبر ۲۰۲۳، در سن ۹۲ سالگی درگذشت.